# Charles Stuart, Lennox 1. grófja
Charles Stuart (Rufford, Nottinghamshire, 1555. április/május – London, 1576. április), Lennox 1. grófja grófja, a Stuart-ház tagja, Stuart Mária királynő sógora, VI. (Stuart) Jakab skót király nagybátyja.

## Élete
Charles Stuart Matthew Stuart, Lennox 4. grófja második nagykorúságot megért fia volt. Bátyja Henrik, Lord Darnley, I. Mária skót királynő férje volt, így felesége jogán Skócia királya, bár soha sem koronázták meg. Alig született meg Henrik és Mária fia, Jakab, amikor 1567-ben Henriket meggyilkolták. Apjuk 1570-ben lett Skócia régense, unokája, VI. Jakab skót király nevében kormányozta az országot, amíg 1571-ben őt is meggyilkolták. Apjával kihalt a Lennox grófja (második alapítás) cím megszűnt. A cím örököse Henrik, Lord Darnley lett volna, de ő apja előtt halt meg. Mivel Henriknek volt élő fiú leszármazottja, Jakab, a leendő király, így Matthew Stewart halálakor ő, Jakab örökölte meg a címet. Mivel Jakab uralkodó volt, a cím megszűnt.
Az új régens, John Erskine, Mar 1. grófja az uralkodó nevében újra kreálta a címet és azt Charles Stuartnak adományozta, így lett Charles Stuart Lennox 1. grófja ( 1571 III ). Lennox grófja nem vett részt aktívan az 1570–1573 közötti skót polgárháborúkban. Gyakran látogatott Angliába, ahol angol barátsága idején apja birtokokat nyert. 1574 őszén Charles és özvegy édesanyja Londonból elindultak, hogy meglátogassák Yorkshire-i birtokaikat, útjuk során megálltak Huntingdonban. Shrewsbury grófné, aki akkor éppen Rafford közelében tartózkodott lányával, Elizabeth Cavendish-sel, meghívta Lennoxot, hogy szálljon meg nála. A Raffordba érkezésük után Lennox grófné az utazás okozta fáradtságra hivatkozva a szobájában maradt, míg Bess Hardwick vele töltötte az időt, Charles Elizabeth társaságában volt. Néhány nappal később Raffordban megtartották az esküvőt, egyetlen lány gyerekük született, Arbella Stuart. Bess Hardwick, Shrewsbury grófné volt férje, George Talbotot, Shrewsbury 6. grófja volt felelős I. Mária angliai őrizetéért 1568 és 1584 között.
A házasság, amelyet engedélye nélkül kötöttek meg, felháborította a I. Erzsébet angol királynőt. Erzsébet nem engedhette meg, hogy a potenciális angol trónigénylők – mint Charles Stuart, aki VII. Henrik dédunokája volt – szabadon házasodjanak. Ezért Charles édesanyját, Margaret Douglast a Towerbe záratta. 1576-ban Lennox grófja meghalt, a cím ismét megszűnt. Arabellára nem terjedt ki az örökösödési előírás, szülei házasságának elismerése akadályba ütközött.